# Пелагијин венац
Пелагијин венац је српска серија из 2024. године.
Од 21. априла 2025 године се премијерно емитује на Б92.

## Радња
У Пелагијином венцу су ликови међусобно испреплетани у пословним, родбинским, (не)пријатељским и комшијским односима који креирају њихове животе и унутрашњу динамику улице.
То су људи углавном средњег сталежа који себи дају за право да се мешају једни другима у животе, вире кроз прозор и забадају носеве, али када је потребно, у кризним моментима, све баријере падају и они показују људскост, уједињени против заједничких непријатеља - страних окупатора - инвеститора и дошљака.
Теме су разноврсне; проблем малог човека али и насиља у породици, мобинг, малолетничка деликвенција и зависност а и дневне актуелности.
Када последњи Пелагијин потомак несрећно страда, почиње нова ера у Пелагијиној улици, али нико од становника још тачно не зна шта та ера представља.
Док се њихови животи настављају у истом лаганом ритму, у улицу ступају нови ликови и провоцирају ситуације, намећу нова правила и доводе до закључка да ће се одласком последњег Пелагијиног потомка њихови животи ипак бити драстично измењени...

## Главне улоге
| Глумац                 | Улога     |
| ---------------------- | --------- |
| Чарни Ђерић            | Апенац    |
| Франо Ласић            | Арсеније  |
| Марко Вучковић         | Бане      |
| Небојша Ђорђевић       | Црни      |
| Данина Јефтић          | Даринка   |
| Никола Станковић       | Дамјан    |
| Владимир Милојевић     | Драшко    |
| Ана Пиндовић           | Дуња      |
| Снежана Ковачев Челар  | Ђурђа     |
| Јелена Шнеблић         | Емилија   |
| Јован Торачки          | Градимир  |
| Маша Ђорђевић          | Ирена     |
| Лара Антонијевић       | Ива       |
| Миња Петровић          | Јана      |
| Мина Крстић            | Каја      |
| Ђорђе Драгићевић       | Коста     |
| Младен Милојковић      | Лео       |
| Николина Поповић       | Ленка     |
| Милена Ђорђевић        | Лидија    |
| Јасминка Хоџић         | Љубинка   |
| Јана Илић Милић        | Лола      |
| Јанко Димитријевић     | Лука      |
| Немања Бајић           | Марко     |
| Бранислав Јерковић     | Миша      |
| Јадранка Селец         | Милунка   |
| Даница Тодоровић       | Мима      |
| Вишња Обрадовић        | Наташа    |
| Јелена Филиповић Антић | Невена    |
| Александра Николић     | Олга      |
| Милош Војновић         | Раша      |
| Јакша Иванчевић        | Реља      |
| Нина Граховац          | Сандра    |
| Бранислав Платиша      | Сима      |
| Ивана Деспотовић       | Спасенија |
| Иван Томашевић         | Стевица   |
| Момчило Мурић          | Суботић   |
| Петар Васиљевић        | Виктор    |
| Драгиња Милеуснић      | Весна     |
| Даниел Ковачевић       | Владан    |
| Душан Мамула           | Вуки      |
| Лако Николић           | Здравко   |
| Нада Блам              |           |
| Младен Андрејевић      |           |
| Даница Радуловић       |           |

## Епизоде
| Сезона | Сезона | Епизоде | Епизоде | Оригинално емитовање | Оригинално емитовање |
| Сезона | Сезона | Епизоде | Епизоде | Премијера            | Финале               |
| ------ | ------ | ------- | ------- | -------------------- | -------------------- |
|        | 1.     | 80      | 80      | 21. април 2025.      | 2025.                |